# プリーバ
株式会社プリーバは、インターネット専業の消費者金融会社。2009年9月14日より、Jトラストフィナンシャルサービス（旧ステーションファイナンス）の子会社。

## 概要
- 沿革　2000年（平成12年）10月　設立
- 代表者　原川城治[2]
- 資本金　16億8200万円
- 本社所在地　 東京都港区六本木3-1-28